# Ročko Polje
Ročko Polje (talijanski: Poglie di Rozzo, Piana di Rozzo, latinski: Campis de Rocio) naselje je u blizini Roča, u sastavu Grada Buzeta, u Istarskoj županiji. Nalazi se na oko 400 m nadmorske visine. Do teritorijalne reorganizacije u Hrvatskoj nalazilo se u sastavu stare općine Buzet. 
Područje je u prapovijesti i antici bilo naseljeno, a Ročko Polje je u povijesti pripadalo Roču. Značenje imena je logično, ravnica odn. polje u blizini Roča i u mjesnom govoru nazivamo ga Poji. Nenaseljeno je područje, prosuto bezbrojnim malim jamama i krševitim terenom prekrivenim šikarom i oskudnim šumicama. Ovo mjesto, na krajnjem istočnom području Grada Buzeta, danas je naselje s nešto manje od dvjestotinjak stanovnika, dok ih je stoljeće ranije bilo gotovo trostruko više. Dok se uža Buzeština nalazi na najnižim dijelovima uvale rijeke Mirne kao u jednoj uvali, Rošćina je kraj koji zahvaća južni dio zavale podno strmog odsjeka što ga je izradila tektonska linija između Krasa i udoline rijeke Mirne. Rošćinom nazivamo kraj između Buzeta i Lupoglava u kojeg, osim Roča, ulaze i sljedeća naselja: Blatna Vas, Čiritež, Forčići, Nugla, Kompanj, Krkuž, Rim, Stanica Roč, Sušići i svakako Ročko Polje. S obzirom na nedostatna obradiva polja ali istovremeno velike zelene površine koje su pretvarane u pašnjake, bio je to razvijen stočarski kraj do prije pedesetak godina. Naselje se nalazi kraj državne ceste D44 (Buzet-Lupoglav) uz rub plodna polja pod Ćićarijskim grebenom, gdje se s Ćićarije spušta cesta između srednjovjekovnih naselja Črnigrad i Beligrad. Svojevremeno, izgradnjom cesta Buzet-Lupoglav-Rijeka, Buzet-Pazin (Pula) te kasnije tzv. Istarskog ipsilona kao i željezničke pruge Pula-Divača, naselju je pojačan prometni značaj a time kulturna i ekonomska važnost. Bez željeznice, Ročko Polje ne bi moglo razviti svoje stočarstvo jer ne bi za svoju svakodnevnu produkciju mlijeka imao omogućeno tržište. Zemljopisne koordinate su mu: 45°22′10″ (N) i 14°4′44″ (E). Industrijskim razvojem Buzeta krajem sedamdesetih godina prošlog stoljeća mnogi se mještani počinju zapošljavati u buzetskim gospodarskim subjektima no željeznica je i dalje odigrala značajnu ulogu u razvoju ovoga kraja. Može se slobodno reći da je ovo selo ugostitelja, kovača, postolara ali prije svega boćara i željezničara. Ovaj je kraj u povijesti bio jedan od najrazvijenijih a sve zahvaljujući željeznici i dobroj povezanosti s Pulom i Trstom gdje je lokalno stanovništvo prodavalo mlijeko, meso i ostalo. U godini završetka 2. svjetskog rata (1945.) naselje broji ukupno 76 obitelji od kojih se 65 izjasnilo kao jugoslavenske, 6 kao talijanske (friulanske) te 5 familija kao ostale. Prema popisu stanovništva iz 2011. godine naselje je imalo 173 stanovnika te 62 obiteljska kućanstva, od toga je bilo 53 stanovnika u dobi do 30 godina, 75 stanovnika ima između 30 i 60 godina, dok je 45 stanovnika starije od 60 godina. Stanovnici se bave tradicijskim poljodjelstvom i stočarstvom te malim poduzetništvom. Stanovnici Ročkog Polja pripadaju Župi Roč te se pokapaju na lokalnom groblju u Roču.

## Povijest
Područje je u prapovijesti i antici bilo naseljeno. Kraj ceste je jednobrodna crkva sv. Roka, izgrađena 1860. na mjestu starije. Na oltaru je Cornerova pala; na pročelju rustični reljef Krista, karakterističan za Buzeštinu. U crkvu je uzidano nekoliko antičkih reljefa, a ima i antičkih natpisa romaniziranoga autohtonog stanovništva s histarskim imenima, npr. nadgrobna stela Petronija Voltimesija, koja se nalazi u ročkom lapidariju. Naselje je nastalo okupljanjem zaseoka: Bršćak, Draga, Žulići, Pavletići, Premci, Pahari, Bartulasi, Krbavske vasi, Vuki (Kjebri), Fabruži, Glavići te područja od crkve sv. Roka pa do stare područne škole gdje granice između zaseoka gotovo i nema a često je i drukčije protumačena. Može se slobodno reći da je ovo selo ugostitelja, kovača, postolara ali prije svega boćara i željezničara. Ovaj je kraj u povijesti bio jedan od najrazvijenijih a sve zahvaljujući željeznici i dobroj povezanosti s Pulom i Trstom gdje je lokalno stanovništvo prodavalo mlijeko, meso i ostalo.

## Gospodarstvo
Stanovnici se bave tradicijskim poljodjelstvom i stočarstvom. Danas većina zaposlenih žitelja ovog naselja radi u raznim gospodarskim subjektima u bližoj i široj okolici, postoje nekoliko subjekata koji se samostalno bave zanatstvom odn. obrtništvom. Od aktivnih subjekata trenutno imamo četiri obrta, dva d.o.o.-a te jedan j.d.o.o. U prošlosti ih je bilo desetak obrta te nekoliko društva s ograničenom odgovornošću. Od OPG-ova, postojala su i dva gospodarstva koja više nisu aktivna.

## Stanovništvo
Prema popisu stanovništva iz 2001. godine, naselje je imalo 186 stanovnika te 70 obiteljskih kućanstava.
Prema popisu stanovništva iz 2011. godine, naselje je imalo 173 stanovnika.
| broj stanovnika | 292   | 316   | 381   | 412   | 454   | 478   |       |       | 307   | 305   | 277   | 235   | 202   | 200   | 186   | 173   | 166   |
|                 | 1857. | 1869. | 1880. | 1890. | 1900. | 1910. | 1921. | 1931. | 1948. | 1953. | 1961. | 1971. | 1981. | 1991. | 2001. | 2011. | 2021. |

## Znamenitosti
- jednobrodna crkva sv. Roka, izgrađena 1860. na mjestu starije crkve[5]
- GEOCERP - geometrijski centar naselja (zaseok Krbavska vas)
- Utvrda BELI GRAD - prapovijesno gradinsko naselje na visokoj hridi
- Srednjovjekovna gradina ČRNI GRAD